# Васо Драговић
Васо Драговић је професор доктор на Економском факултету у Источном Сарајеву. Радио је на Економском факултету у Сарајеву до 1992. године, а од 1993. године ради на Економском факултету у Источном Сарајеву, био је и ангажован на факултету физичке културе у Источном Сарајеву. Био је декан Економског факултета у Источном Сарајеву у периоду 1993—1997. године.

## Биографија
Басо Драговић је рођен 1945. године у Невесињу. Дипломске студије завршио је 1969. године на Економском факултету у Сарајеву. Магистарски рад под насловом "Становништво у друштвено-економском развоју Босне и Херцеговине", одбранио је 1976. године на Економском факултет у Загребу. Докторску дисертацију под насловом "Анализа динамике структура виседимензионалних појава" одбранио је 1982. године на Економском факултету у Сарајеву. На Економском Факултету у Сарајеву изабран је 1983. године у званје доцента, а у званје ванредног професора 1988. године. Узванје редовног професора изабран је на Економском факултету Универзитета у Српском Сарајеву 1996. године.
На Економском институту у Сарајеву изабран је 1987. године у званје вишег научног сарадника (избор по позиву).
Радио је на Економском факултету у Сарајеву до 1992. године, а од 11993. године ради на Економском факултету у Источном Сарајеву. Наставни рад обавлјао је и на Економском факултету у Бањалуци, на Економском факултету у Мостару, на Пољопривредном факултету Универзитета у Источном Сарајеву. Учествовао је у формирању Универзитета у Српском Сарајеву.
Ангажован на Факултету физичке културе у Српском Сарајеву на постдипломском студију за предмет Статистика и информатика у физичкој култури у периоду 1. 3. 2003. до 30. 9. 2003. године. Био је декан Економског факултета у Источном Сарајеву у периоду 1993—1997. године.

## Књиге и научни радови
- "Основи статистичке анализе кроз примјере"
- "Статистичка контрола квалитета у производњи и промету"
- "Општа статистика - основи и анализа"
- "Статистички методи у систему квалитета - према стандардима ISO9000"
- "Статистика"